# Bascanichthys longipinnis
Bascanichthys longipinnis is een straalvinnige vissensoort uit de familie van slangalen (Ophichthidae). De wetenschappelijke naam van de soort is voor het eerst geldig gepubliceerd in 1867 door Kner & Steindachner.